# Ruscogenin
Ruscogenin ist eine chemische Verbindung aus der Stoffgruppe der Steroide. Es handelt sich um das Aglycon des Steroidsaponins Ruscin. Ruscogenin kommt neben Neoruscogenin als Inhaltsstoff in dem Wurzelstock des immergrünen Halbstrauchs Stechender Mäusedorn (Ruscus aculeatus) vor.
Ruscus-Extrakte werden zur Behandlung von Krampfadern, Ulcus cruris und Hämorrhoiden eingesetzt, wobei die Wirkung nicht sicher belegt ist. Ruscogenin wird als Inhaltsstoff in Hautpflegemitteln verwendet. Neoruscogenin wurde als wirksamer und hochaffiner Agonist des Kernrezeptors RORα (NR1F1) identifiziert.